# Qing, Cangzhou
Qing, även romaniserat Tsinghsien, är ett härad som lyder under Cangzhou i Hebei-provinsen i norra Kina.